# Feldflieger-Abteilung 46
Feldflieger-Abteilung Nr. 46 – FFA 46 (Polowy oddział lotniczy nr 46) – jednostka obserwacyjna i rozpoznawcza lotnictwa niemieckiego Luftstreitkräfte z początkowego okresu I wojny światowej.

## Informacje ogólne
Jednostka została utworzona w drugim miesiącu I wojny światowej, w dniu 17 września 1914 roku w Fliegerersatz Abteilung Nr. 4 i weszła w skład większej jednostki Batalionu Lotniczego nr 2. Jednostka uczestniczyła w walkach na froncie wschodnim. 
11 stycznia 1917 roku jednostka została przeformowana i zmieniona w Fliegerabteilung 2 - (FA 2).